# Nubuck

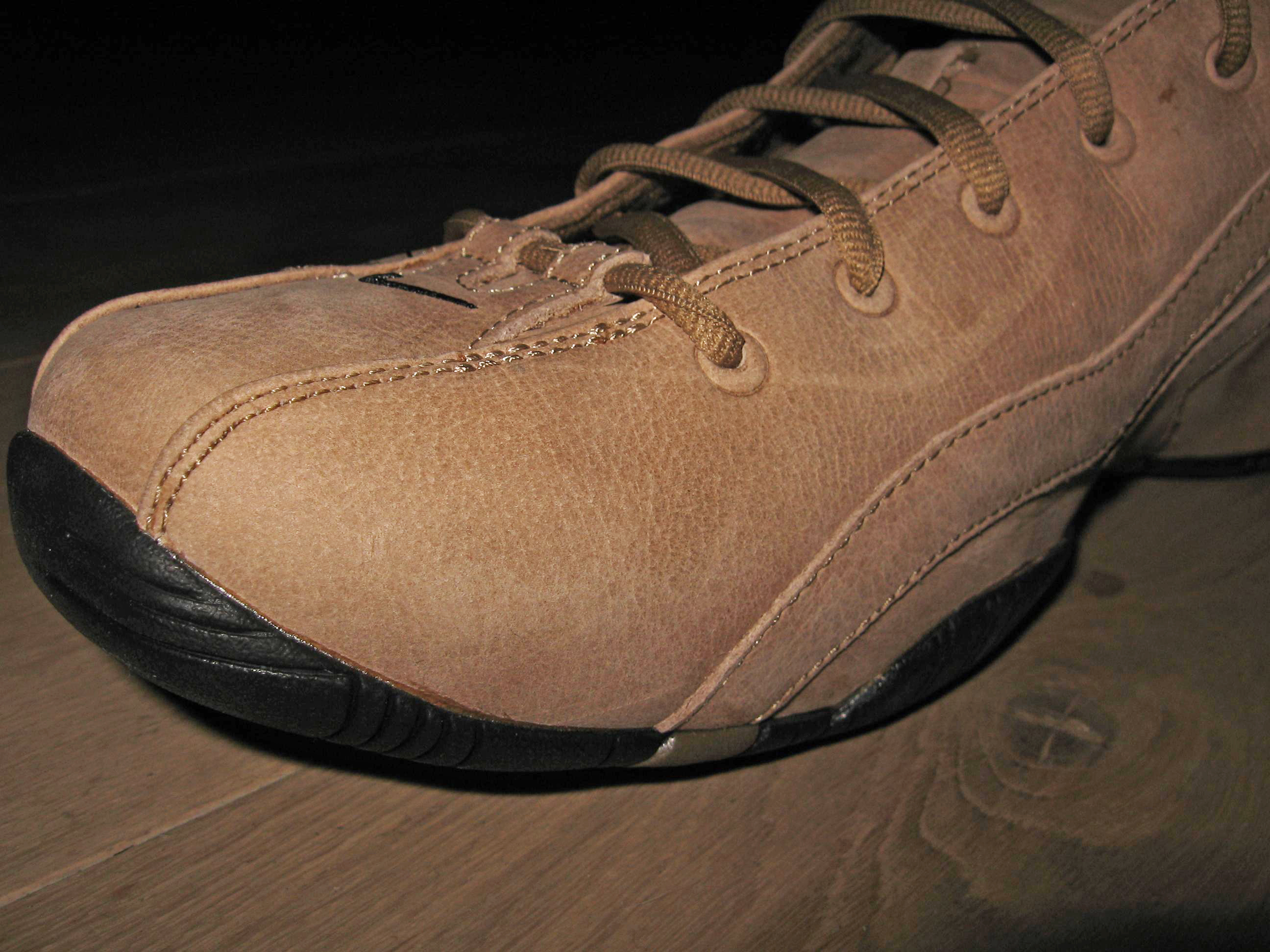
Nubuck på sko

Nubuck (även kallat nubuckläder) är en läderkvalitet där narvsidan (utsidan) är slipad för att bli matt. Nubuck påminner om mocka som dock är framställd på skinnets köttsida. Det används vanligtvis i sportkläder, såsom skor och kängor men även skärp, motorcykelkläder, handskar och möbler.